# NGC 3309
NGC 3309 è una galassia ellittica situata nella costellazione dell'Idra. Fu scoperta il 24 marzo 1835 da John Herschel.
Fa parte dell'Ammasso dell'Idra assieme alla galassia ellittica NGC 3311 e alla galassia spirale NGC 3312.